# Vioska
Vioska (en rus: Вёска) és un poble de l'óblast de Vladímir, a Rússia, segons el cens del 2010 tenia 188 habitants. Pertany al districte municipal de Iúriev-Polski.